# Államok vezetőinek listája 71-ben
Ezen az oldalon az i. sz. 71-ben fennálló államok vezetőinek névsora olvasható földrészek, majd országok szerinti bontásban. 

## Európa
- Boszporoszi Királyság
  - Király: I. Rhészkuporisz (68/69–93/94)

- Dák Királyság
  - Király: Duras (70–87)

- Római Birodalom
  - Császár: Vespasianus (69–79) 
    - Consul: Vespasianus császár
    - Consul: Marcus Cocceius Nerva
    - Consul suffectus: Caesar Domitianus
    - Consul suffectus: Cnaeus Pedius Cascus
    - Consul suffectus: Caius Valerius Festus
    - Consul suffectus: Caius Atilius Barbarus
    - Consul suffectus: Lucius Flavius Fimbria
    - Consul suffectus: Quintus Iulius Cordus
    - Consul suffectus: Cnaeus Pompeius Collega

  - Britannia provincia
    - Legatus: Marcus Vettius Bolanus (69–71)
    - Legatus: Quintus Petillius Cerialis (71–74)

## Ázsia
- Armenia
  - Király: I. Tiridatész (61–75)

- Elümaisz
  - Király: Phraatész (70-90)

- Hsziungnuk
  - Sanjü: Huhszie Sicsu Huti (63-85)

- Ibériai Királyság
  - Király: I. Mithridatész (58–106)

- India
  - Anuradhapura
    - Király: Vaszabha (67–111)

  - Indo-pártus Királyság
    - Király: Szarpedonész (kb. 70)
    - Király: Orthagnész (kb. 70)

- Japán
  - Császár: Keikó (71–130)

- Kína (Han-dinasztia)
  - Császár: Han Ming-ti (57–75)

- Kommagéné
  - Király: IV. Antiokhosz (38–72)

- Korea
  - Pekcse
    - Király: Taru (29–77)

  - Kogurjo
    - Király: Thedzso (53–146)

  - Silla
    - Király: Thalhe (57–80)

  - Kaja államszövetség
    - Király: Szuro (42–199?)

- Kusán Birodalom
  - Király: Kudzsula Kadphiszész (30-80)

- Nabateus Királyság
  - Király: II. Rabbel (70–106)

- Oszroéné
  - Király: VI. Mánu (57–71)
  - Király: VI. Abgar (71–91)

- Pártus Birodalom
  - Nagykirály: I. Vologaészész (51–76/80)

- Római Birodalom
  - Iudaea provincia
    - Procurator: Sextus Vettulenus Cerialis (70–71)
    - Procurator: Sextus Lucilius Bassus (71–74)

  - Syria provincia
    - Praefectus: Lucius Iunius Caesennius Paetus (70–72?)

## Afrika
- Római Birodalom
  - Aegyptus provincia
    - Praefectus: Tiberius Iulius Lupus (71–73)

- Kusita Királyság
  - Kusita uralkodók listája

## Fordítás
Ez a szócikk részben vagy egészben  a   Liste der Staatsoberhäupter 71 című német Wikipédia-szócikk ezen változatának fordításán alapul.  Az eredeti cikk szerkesztőit annak laptörténete sorolja fel. Ez a jelzés csupán a megfogalmazás eredetét és a szerzői jogokat jelzi, nem szolgál a cikkben szereplő információk forrásmegjelöléseként.